# Club Porvenir Miraflores
Maillots
Le Porvenir Miraflores est un club péruvien de football disparu, basé dans le district de Miraflores à Lima. 

## Histoire
Animateur du championnat du Pérou de 2e division dans les années 1950 et 1960, le Porvenir Miraflores remporte une première fois le tournoi de D2 en 1956 ce qui lui permet d’accéder à l'élite en 1957. Cependant il descend en fin de saison et doit attendre dix ans pour rejouer en D1 à la faveur de son deuxième titre de champion de 2e division en 1966.
Pour sa deuxième participation en 1re division en 1967, le club se renforce avec des joueurs de prestige tels le Brésilien Zózimo, champion du monde 1958, et les Argentins José Varacka et Vladislao Cap. Il atteint la 8e place au classement général de cette saison. Il se maintient en D1 de 1967 jusqu'à sa relégation en 1971.
Rebaptisé en Miraflores Football Club en 1972, le club est victime de la suppression du tournoi de D2 entre 1973 et 1982. Il retrouve à nouveau le championnat de D2 en 1983. En 1985, il joue la Copa Perú avant de disparaître définitivement l'année suivante.

## Résultats sportifs

### Palmarès
| Compétitions nationales                                                                                            | Compétitions régionales                                    |
| - Championnat du Pérou D2 (2) : - Champion : 1956 et 1966. - Vice-champion : 1952, 1955, 1958, 1963, 1964 et 1972. | - Liga Regional de Lima y Callao (1) : - Vainqueur : 1948. |

### Bilan et records
- Saisons au sein du championnat du Pérou : 6 (1957 / 1967-1971).
- Saisons au sein du championnat du Pérou D2 : 19 (1950-1956 / 1958-1966 / 1972 / 1983-1984).

## Personnalités historiques du club

### Joueurs

#### Grands noms
Le Brésilien Zózimo, champion du monde en 1958, est la principale star du club qui compta également dans ses rangs les Argentins José Varacka et Vladislao Cap, tous deux champions d’Amérique du Sud en 1959.
Du côté des joueurs péruviens, on peut citer Moisés Barack – qui deviendra un entraîneur à succès par la suite – ou encore les internationaux péruviens Héctor Bailetti, Guillermo La Rosa, Tulio Quiñones, Anselmo Ruíz et Dimas Zegarra (gardien).

### Entraîneurs
- Luis López (1959-1960)
- Pedro Valdivieso (1963)
- Luis Guzmán (1964)
- Pedro Valdivieso (1965)
- José Chiarella[2] (1966-1967)
- Federico Sacchi (1967-1968)
- José Gomes Nogueira (1969)
- Diego Agurto[4] (1969)
- Máximo Mosquera[5] (1969-1970)
- José Chiarella[2] (1971)
- Javier Mascaró[6] (1971)